# روبن ليتش
روبن ليتش (بالإنجليزية: Robin Leach)‏ (29 أغسطس 1941 - 24 أغسطس 2018) هوَ كاتب ومُراسل تَرفيهي إنجليزي. بدأ حياته كصحفي طباعة في إنجلترا ثُم في الولايات المتحدة، وأصبح مشهورًا لاستضافته المسلسل التلفزيوني لايف ستايلز أوف ذا ريش آند فيمس (Lifestyles of the Rich and Famous) في الفترة ما بين 1984 حتى 1995.
توفي في 24 أغسطس 2018 في لاس فيغاس، عن عمرٍ يناهز 76 عامًا، وجاءت وفاته على أثر مضاعفات السكتة الدماغية التي تعرض لها أثناء قضاء إجازته في كابو سان لوكاس في 21 أكتوبر 2017.

## روابط خارجية
- روبن ليتش على موقع IMDb (الإنجليزية)
- روبن ليتش على موقع قاعدة بيانات برودواي على الإنترنت (الإنجليزية)
- روبن ليتش على موقع إن إن دي بي (الإنجليزية)
- روبن ليتش على موقع ديسكوغز (الإنجليزية)
- روبن ليتش على موقع قاعدة بيانات الفيلم (الإنجليزية)